# Nikolaï Larionov
Nikolaï Ievgueniévitch Larionov (russe : Николай Евгеньевич Ларионов), né le 19 janvier 1957 à Volkhov à l'époque en URSS et aujourd'hui en Russie, est un footballeur international soviétique (russe), qui évoluait au poste de défenseur et de milieu de terrain, avant de devenir ensuite entraîneur.

## Biographie

### Carrière de joueur

#### Carrière en club
Nikolaï Larionov joue principalement en faveur du Zénith Léningrad et du Dynamo Léningrad.
Il dispute avec ces deux équipes un total de 348 matchs au sein des championnats soviétiques, inscrivant 26 buts. Il remporte le titre de champion d'URSS en 1984 avec le Zénith.
Il joue également trois matchs en Coupe d'Europe des clubs champions, et six matchs en Coupe de l'UEFA.

#### Carrière en sélection
Nikolaï Larionov reçoit 19 sélections en équipe d'URSS entre 1983 et 1986, inscrivant deux buts.
Il joue son premier match en équipe nationale le 23 mars 1983, en amical contre la France (match nul 1-1 à Paris).
Il inscrit son premier but avec l'URSS le 27 avril 1983, contre le Portugal. Ce match remporté 5-0 à Moscou rentre dans le cadre des éliminatoires de l'Euro 1984. Par la suite, le 25 janvier 1985, il marque un but contre la Yougoslavie, avec pour résultat une défaite 1-2 dans la ville indienne de Kochi.
Nikolaï Larionov dispute ensuite trois matchs rentrant dans le cadre des éliminatoires du mondial 1986, avec pour résultats un nul et deux victoires.
Il figure dans le groupe des sélectionnés lors de la Coupe du monde de 1986. Lors du mondial organisé au Mexique, il joue deux matchs : contre la Hongrie (large victoire 6-0), et la France (match nul 1-1).
Il reçoit sa dernière sélection le 24 septembre 1986, contre l'Islande (1-1). Ce match rentre dans le cadre des éliminatoires de l'Euro 1988.

## Palmarès
Zénith Léningrad
| - Championnat d'Union soviétique (1) : - Champion : 1984. |  | - Coupe de la fédération soviétique : - Finaliste : 1986. - Supercoupe d'Union soviétique (1) : - Vainqueur : 1984. |